# Berlin-Falkenberg
Falkenberg ist ein Ortsteil im Bezirk Lichtenberg in Berlin. Die Ortschaft liegt am nordöstlichen Stadtrand, umgeben von weiten Feldern – den früheren Rieselfeldern der Stadt.
Namensgleich innerhalb Berlins sind der Falkenberg und die Gartenstadt Falkenberg, beide in Bohnsdorf im Bezirk Treptow-Köpenick, nahe dem S-Bahnhof Grünau.

## Geschichte

### Von der Gründung bis zum 19. Jahrhundert

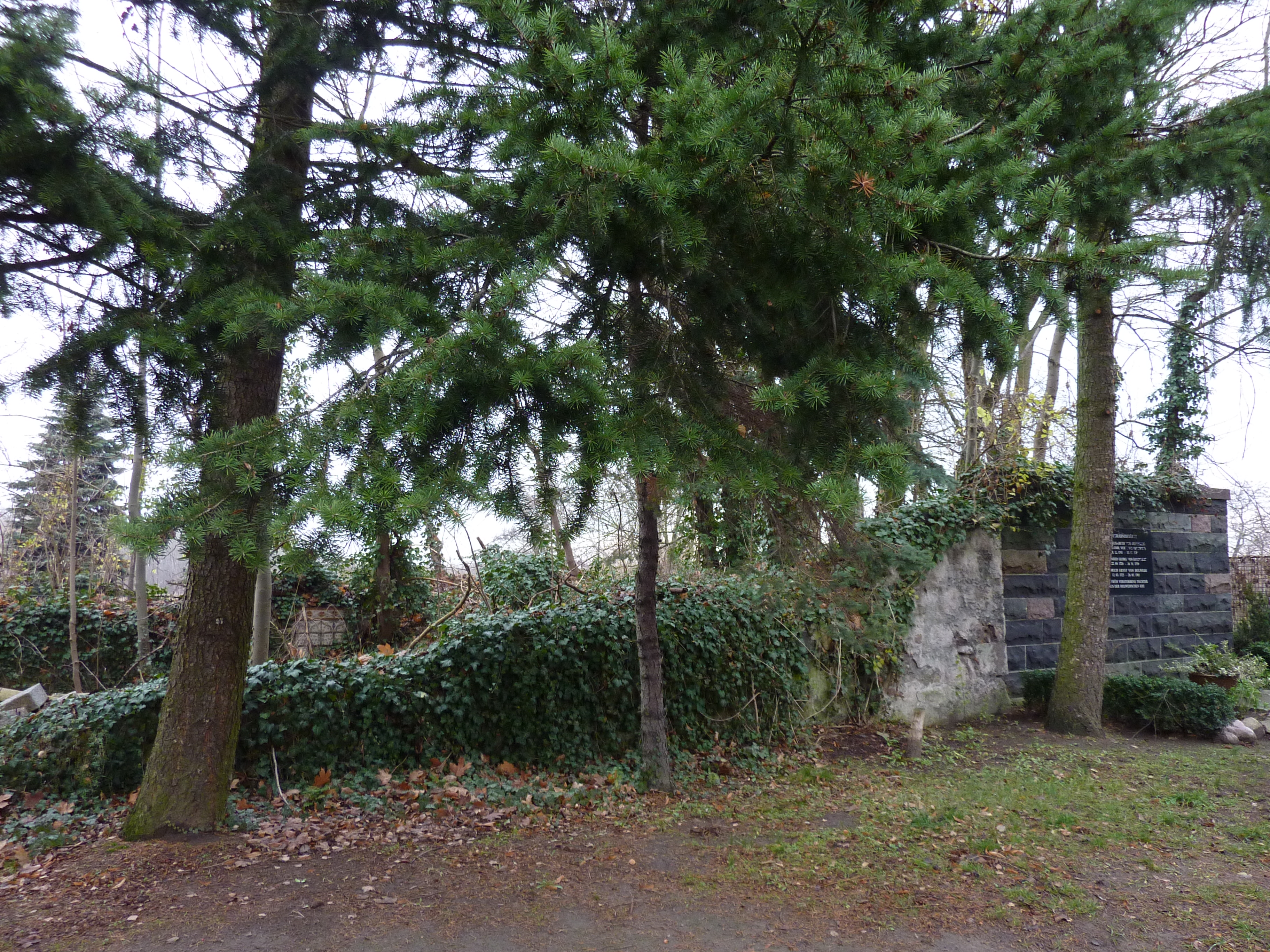
Überreste der Dorfkirche Falkenberg

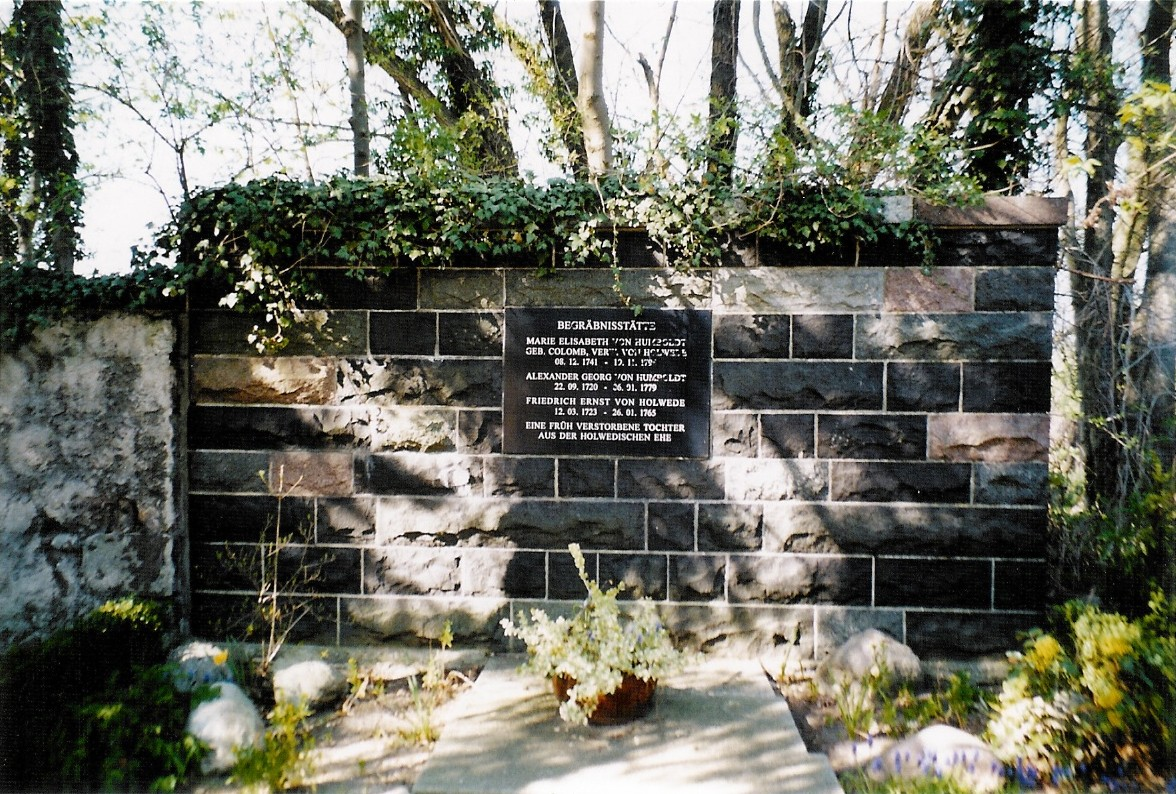
Begräbnisstätte Humboldt und Holwede auf dem Dorffriedhof

Das Straßendorf wurde im 13. Jahrhundert durch bäuerliche Siedler auf dem Barnim angelegt. Die erste schriftliche Erwähnung folgte am 26. Juni 1370 in einer Urkunde Markgraf Ottos des Faulen. Von dem Wappen der Landgemeinde Falkenberg sind keine bildlichen Darstellungen erhalten geblieben. Nach Beschreibungen wurde es nach dem Siegel der Gemeinde gestaltet und zeigt eine Getreidegarbe mit aufrecht gekreuzten Dreschflegel, Sense und Rechen. Dieses Wappenbild ist nicht mittelalterlichen Ursprungs.
Im Jahr 1791 wurde Falkenberg von Marie-Elisabeth von Humboldt – der Mutter von Wilhelm und Alexander von Humboldt – erworben. Sie kaufte das Gut von einem Oberstleutnant von Lochau. Frau von Humboldt ließ 1795 die alte Dorfkirche durch den Berliner Baumeister Paul Ludwig Simon im Stil des Klassizismus umgestalten und mit einem steinernen Turm in ägyptisierenden Formen versehen. In ihr fand sie nach ihrem Tod im Jahr 1796 mit knapp 55 Jahren auch ihre letzte Ruhe – zusammen mit ihrem Gatten Alexander Georg von Humboldt und ihrem ersten Ehemann Friedrich Ernst von Holwede (1723–1765) sowie einer früh verstorbenen Tochter aus erster Ehe. Das Gut Falkenberg erbte Ferdinand von Holwede, der Sohn aus erster Ehe. Dieser verkaufte es 1804 an ein Mitglied der Familie von Alvensleben. Im Jahre 1843 erwarb der preußische Geheimrat Friedrich Ludwig von Arnim Falkenberg für 100.000 Taler. Nach dessen Tod im Jahr 1866 erbte sein jüngster Sohn Friedrich Adolph von Arnim (1836–1871) Falkenberg und nach dessen Tod 1871 war sein älterer Bruder Georg Friedrich Graf von Arnim-Zichow (1832–1881) der nächste Erbe. 1875 erwarb der Magistrat der Stadt Berlin das ehemalige Rittergut zur Anlage von Rieselfeldern, zu dem seit den 1880er Jahren das Vorwerk Neu-Ahrensfelde im Südosten gehörte.

### Falkenberg im 20. Jahrhundert

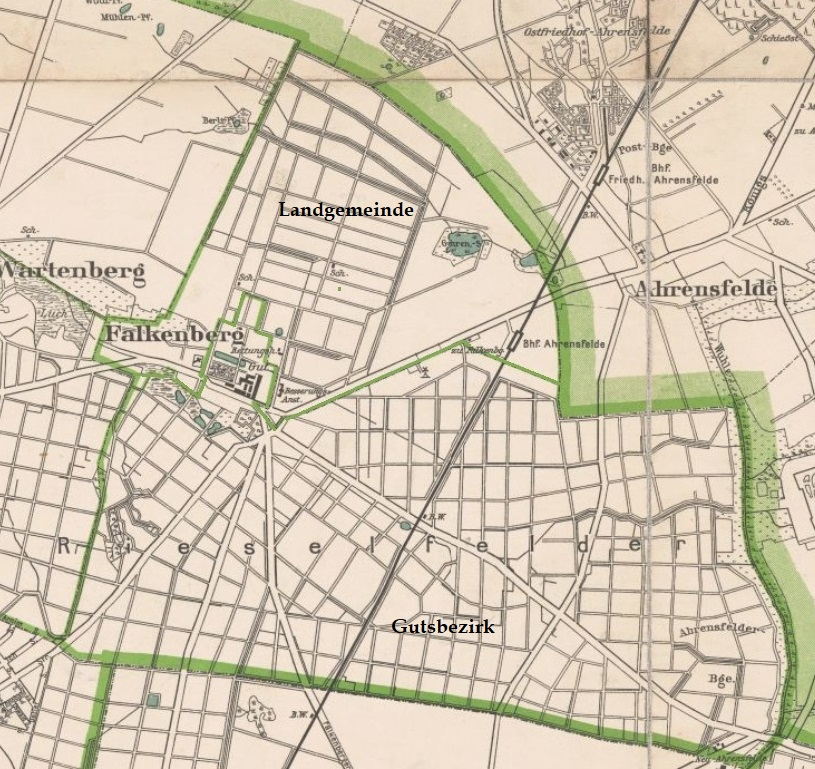
Gemeinde und Gutsbezirk Falkenberg in den Grenzen von 1920

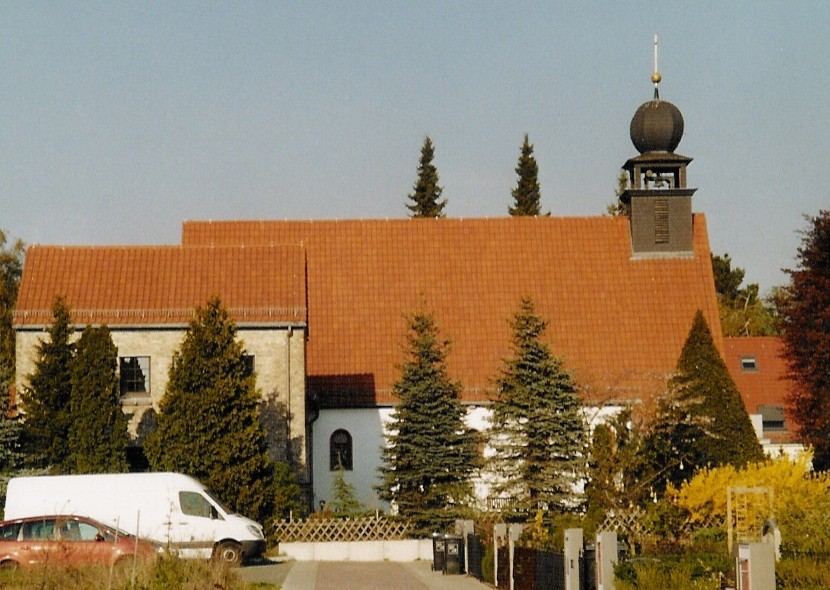
Katholische Pfarrkirche St. Konrad

Die Eingemeindung der Landgemeinde und des Gutsbezirks Falkenberg, die bis dahin zum Kreis Niederbarnim gehörten, folgte 1920 durch das Groß-Berlin-Gesetz; Falkenberg war nunmehr ein Ortsteil des neu geschaffenen Bezirks Weißensee und umfasste eine Fläche von 10,2 km².
In den 1930er und 1940er Jahren gab es nur geringfügige Erweiterungen im Gebiet des alten Dorfes, so wurden lediglich einige Siedlungen in Richtung Ahrensfelde sowie die katholische Kirche St. Konrad von Parzham neu gebaut. Am 21. April 1945, wenige Tage vor dem Einmarsch der Roten Armee sprengten Wehrmachtsangehörige die über 700 Jahre alte Dorfkirche. Anders als in den umliegenden Ortschaften betraf die Sprengung nicht nur den Turm, der oftmals als Orientierung diente. Die Familiengruft von Marie Elisabeth von Humboldt auf dem alten Kirchhof – nahe dem Gutspark – wurde 1969 neben den Resten der zerstörten Feldsteinkirche zugemauert und mit einer Gedenkmauer versehen. Die erhalten gebliebenen Sargtafeln der Gruft und die Kirchenfahne von 1795 sind in dem 2000 errichteten Neubau der evangelischen Kirche zu Wartenberg im heutigen Ortsteil Neu-Hohenschönhausen untergebracht.
Im Zuge der großstädtischen Entwicklung wurden die Rieselfelder hier und in der Umgebung 1968 durch ein modernes Klärwerk ersetzt. Das Klärwerk Falkenberg im heutigen Bezirk Marzahn-Hellersdorf diente neben seiner Hauptfunktion als Wasserreinigungsanlage auch als Wasserspender für den kleinen Fluss Wuhle.
Als der Bau von Großwohnsiedlungen in Ost-Berlin begann, trat Falkenberg 1979 mit dem gesamten Gebiet südöstlich der Linie Hohenschönhauser Straße – Ahrensfelder Chaussee mehr als die Hälfte seiner Fläche an den neuen Bezirk Marzahn ab. In diesem Gebiet, in dem auch der Bahnhof Ahrensfelde sowie das Klärwerk lagen, entstand ein großer Teil der neuen Großwohnsiedlung Marzahn.
Das Dorf Falkenberg war davon kaum betroffen, da es außerhalb des Interesses der städtischen Entwicklung lag. Am 1. September 1985 wurde der verbliebene Ortsteil Falkenberg zusammen mit den Ortsteilen Hohenschönhausen, Malchow und Wartenberg aus dem Bezirk Weißensee herausgelöst und zu dem neuen Bezirk Hohenschönhausen zusammengefasst.

### Der Ortsteil ab 1990 und im 21. Jahrhundert

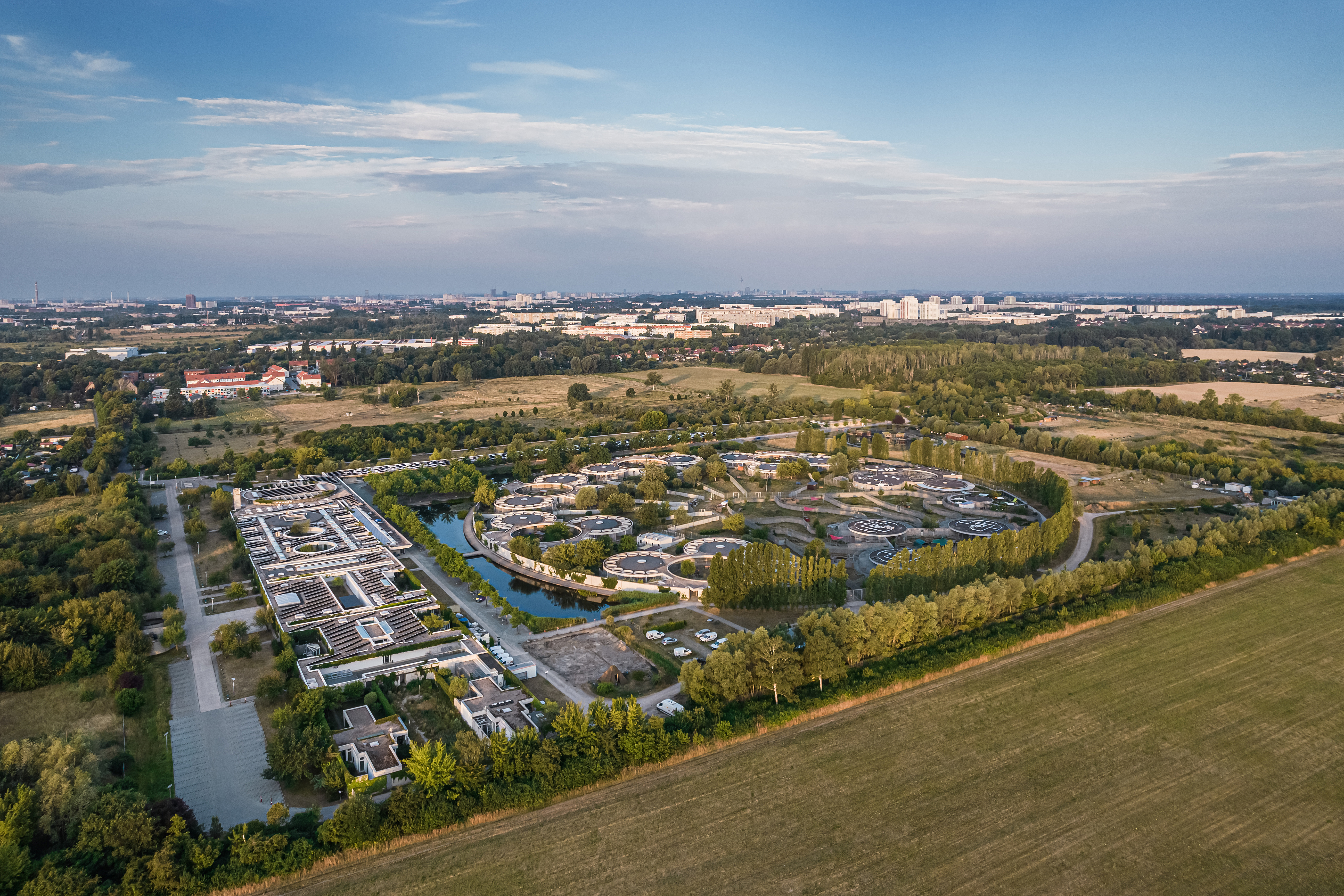
Tierheim Berlin, Luftaufnahme

Im Jahr 1998 konnte der Schulneubau des Barnim-Gymnasiums eröffnet werden. Am 1. Januar 2001 kam Falkenberg durch die Bezirksreform wie die anderen Ortsteile Hohenschönhausens zum Bezirk Lichtenberg. Im gleichen Jahr eröffnete das Tierheim Berlin hier einen kompletten Neubau. Durch seinen architektonisch reizvollen Bau ist die Anlage immer wieder auch für Filmregisseure von Interesse. Der bis dahin südliche Teil von Falkenberg, der sich spitzwinklig bis an den S-Bahnhof Gehrenseestraße erstreckte, kam 2002 zu Neu-Hohenschönhausen. Das davon mitbetroffene Neubauviertel wird im Volksmund dennoch weiterhin als Neubaugebiet Falkenberg bezeichnet. Auch die benachbarten Falkenberger Krugwiesen gehören seitdem nicht mehr zu dem namensgebenden Ortsteil. Im neugestalteten Wappen des Bezirks Lichtenberg (siehe unten) ist der Ortsteil durch eine der drei goldenen Ähren symbolisiert, die für die drei historischen Dorfkerne von Malchow, Wartenberg und Falkenberg stehen.
Im Jahr 2003 wurde die Kläranlage geschlossen und die Abwässer aus ihrem Einzugsgebiet werden von den moderneren Klärwerken in Waßmannsdorf und Schönerlinde gereinigt. Kritiker befürchteten, dass die Wuhle daraufhin austrocknen könnte, was bis zum Jahr 2012 nicht passierte.
Nach 2016 wurde zwischen dem Gehrensee und der Ahrensfelder Chaussee von den kommunalen Wohnungsbaugesellschaften Howoge, Gewobag und Gesobau ein Neubauviertel mit 1200 neuen Wohnungen errichtet. Es erhielt die Bezeichnung Mein Falkenberg. Dadurch hat sich die Bevölkerungszahl des Ortsteils binnen weniger Jahre mehr als verdoppelt. Inzwischen hat sich herausgestellt, dass es an sozialer Infrastruktur wie Konzentration von Einkaufsmöglichkeiten, Kinder-, Bildungs- oder Freizeiteinrichtungen mangelt.

## Bevölkerung
| Jahr | Einwohner |
| ---- | --------- |
| 1858 | 295       |
| 1871 | 358       |
| 1880 | 434       |
| 1890 | 647       |
| 1900 | 602       |
| 1910 | 708       |
| 1919 | 699       |
| 1925 | 653       |

| Jahr | Einwohner |
| ---- | --------- |
| 1939 | 0973      |
| 1946 | 0897      |
| 1950 | 0980      |
| 1963 | 1106      |
| 1991 | 0455      |
| 1995 | 0501      |
| 2000 | 0684      |

| Jahr | Einwohner |
| ---- | --------- |
| 2007 | 1152      |
| 2010 | 1215      |
| 2015 | 1597      |
| 2020 | 2189      |
| 2021 | 2700      |
| 2022 | 3045      |
| 2023 | 3079      |
| 2024 | 3095      |

Quelle ab 2007: Statistischer Bericht A I 5. Einwohnerregisterstatistik Berlin. Bestand – Grunddaten. 31. Dezember. Amt für Statistik Berlin-Brandenburg (jeweilige Jahre)
Die Einwohnerzahlen bis 1919 umfassen die Landgemeinde und den Gutsbezirk Falkenberg.

## Sehenswürdigkeiten
Alle Baudenkmale liegen entlang der Dorfstraße.
- Nummer 39: Friedhof aus dem 14. Jahrhundert mit einer um 1895 errichteten Friedhofskapelle[12] sowie den Überresten der mittelalterlichen Dorfkirche einschließlich der Humboldtgruft.
- Nummer 1, 4 13, 31–34, 44, 46 und 51: zahlreiche Wohngebäude, Ställe und Scheunen aus der zweiten Hälfte des 19. Jahrhunderts[13]

Das ehemalige Gutsarbeiterhaus

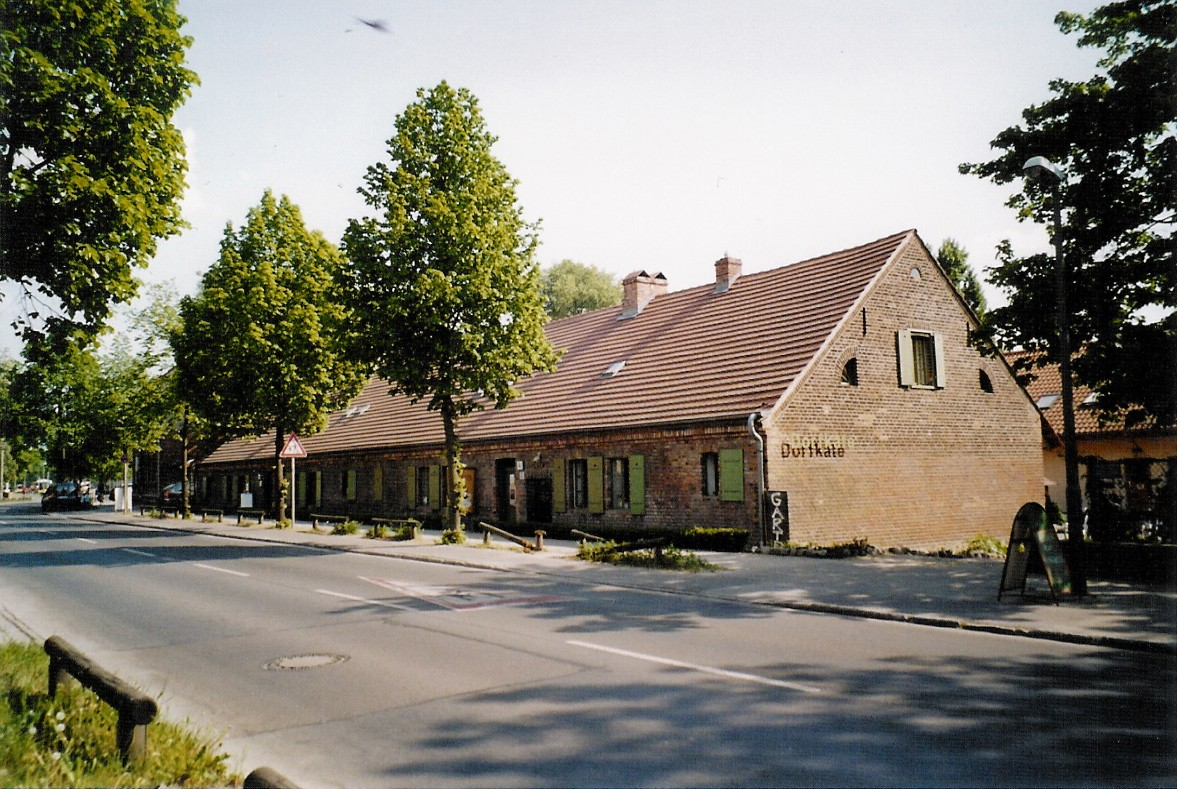
Saniertes Gutsarbeiterhaus von 1856 in der Dorfstraße 4, einzige erhaltene Lehmkate in Berlin

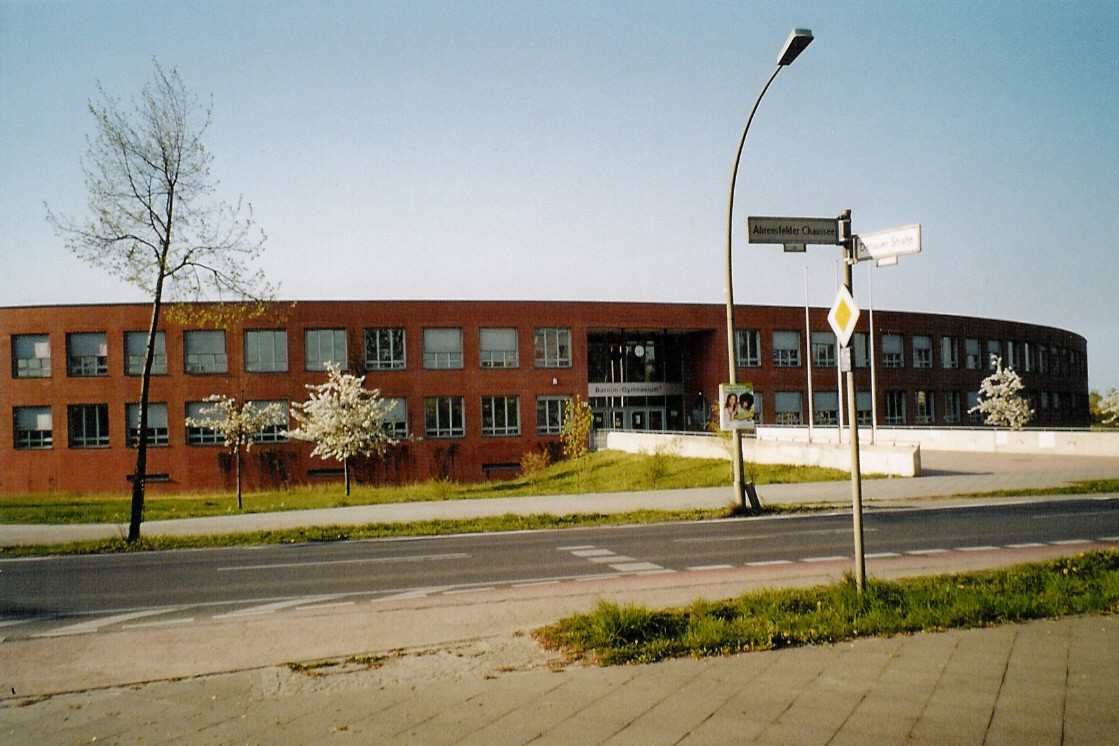
Barnim-Gymnasium

Im Jahr 1856 ließ Graf von Arnim drei einfachste Gebäude abtragen und an dieser Stelle das Gutsarbeiterhaus als eingeschossiges Gebäude mit zwei Giebelstuben errichten. Die Außenmauern bestehen aus hartgebrannten roten Ziegelsteinen und ungebrannten Lehmziegeln. In dem Haus wohnten unten acht Familien, für jeweils vier gab es jedoch nur eine Küche. In den beiden ausgebauten Dachstuben wurden ledige Arbeitskräfte des Gutes untergebracht. Sicherlich wurden im 20. Jahrhundert die sanitären Möglichkeiten des Hauses verbessert, sodass das Gebäude noch bis 1972 von drei Familien bewohnt wurde. 1978 wurde es als Baudenkmal gelistet, wurde jedoch nur als Lagergebäude genutzt. Nach der politischen Wende, im Jahr 1997, kaufte ein neu gegründeter Förderverein Landschaftspark Nordost die Lehmkate. Mit vom Förderverein eingeworbenen Mitteln, mit finanzieller Unterstützung des zuständigen Bezirksamts, mit ehrenamtlichen Helfern und unter der Leitung von Baufachfrau Berlin e. V. erfolgte eine umfassende Sanierung. Für die besonderen denkmalpflegerischen Verdienste erhielt der Förderverein 2003 die nach dem Kunsthistoriker Ferdinand von Quast benannte Medaille durch die Senatsbauverwaltung. Am 11. Oktober 2002 konnte das Haus neu eröffnet werden. Es dient jetzt als Sitz für den Förderverein und als Informationsstelle Barnimer Feldmark. Im Jahr 2003 eröffnete die Kanadierin Lynn Densmore hier das Café Lehmsofa.
Zu den Sehenswürdigkeiten zählen außerdem
- Ahrensfelder Chaussee 79/81: Katholische Kirche Sankt Konrad von Parzham (Kulturdenkmal als Gesamtanlage)
- Hausvaterweg 39: Tierheim Berlin
- Hausvaterweg 16: Feuerwehrhaus[16]
- Ahrensfelder Chaussee 41: Barnim-Gymnasium[17]

Siehe auch: Liste der Kulturdenkmale in Berlin-Falkenberg

## Natur

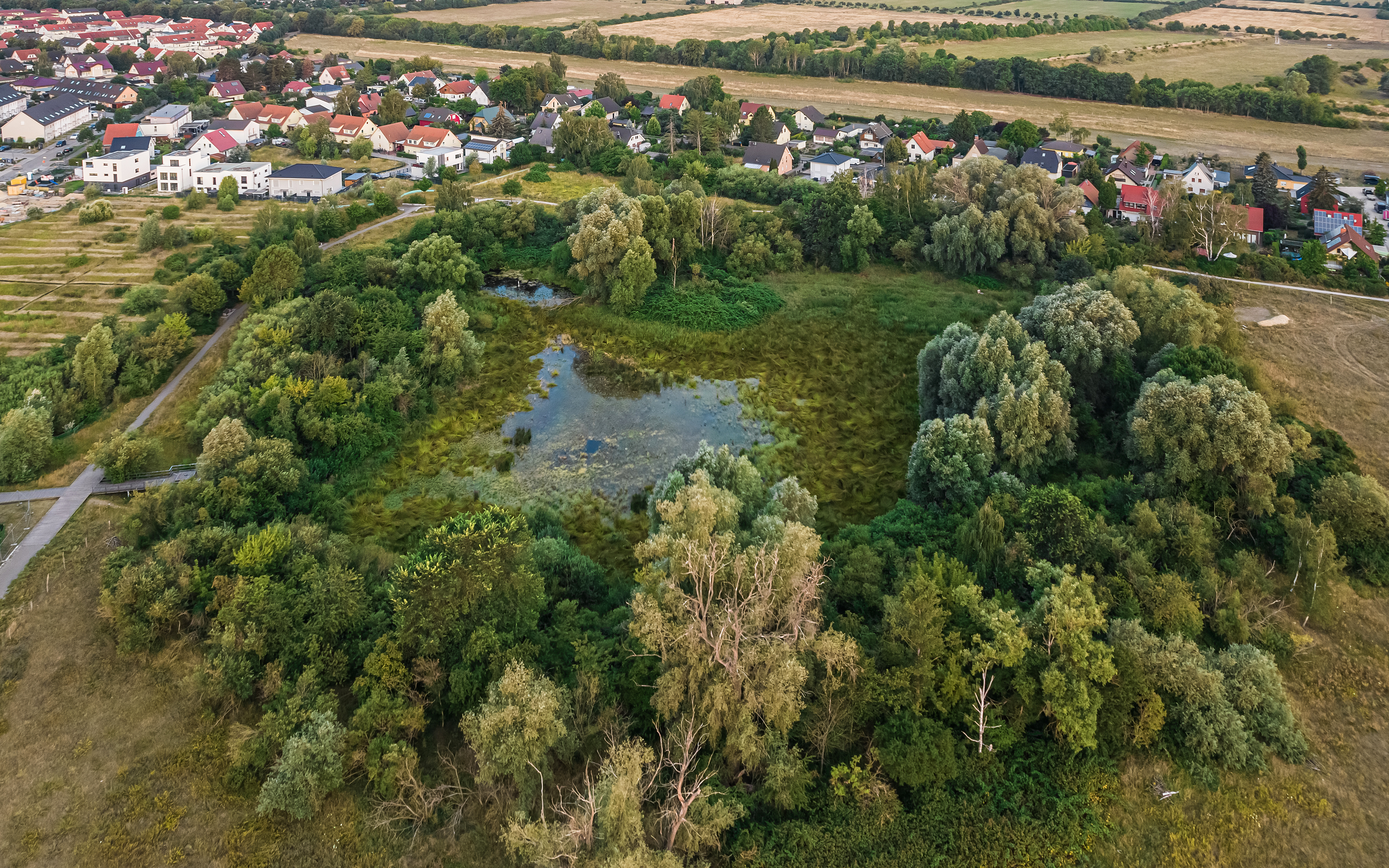
Gehrensee

Im Norden des Ortsteils an der Grenze zur brandenburgischen Gemeinde Ahrensfelde liegen der renaturierte Gehrensee und das Naturschutzgebiet Falkenberger Rieselfelder. Die Wartenberger und Falkenberger Feldflur wurde 2023 zum Landschaftsschutzgebiet erklärt.

## Verkehr

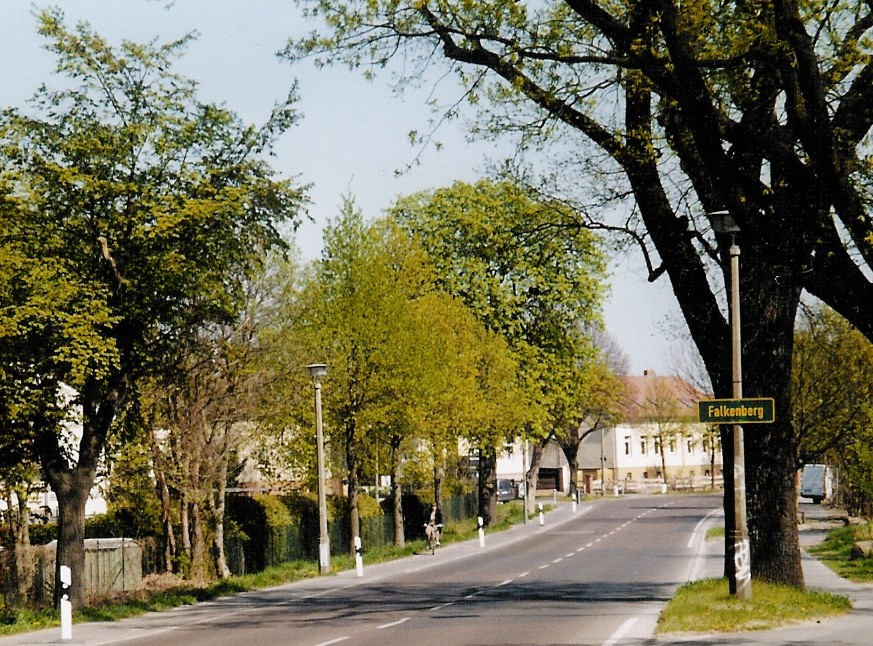
Falkenberger Ortseingang am Anfang der Dorfstraße

Die Hauptverkehrsstraße Falkenbergs sind die Dorfstraße und die Ahrensfelder Chaussee als deren östliche Verlängerung. Die Dorfstraße wiederum ist die östliche Verlängerung der aus den Neubaugebieten von Neu-Hohenschönhausen kommenden Falkenberger Chaussee und von alters her die Verbindung nach Berlin. Nach Osten hin geht sie in die Ahrensfelder Chaussee über, deren Südseite die Grenze zu Marzahn bildet und die schließlich weiter in Richtung Bad Freienwalde (Oder) führt und die Bundesstraße 158 anbindet. Ein wichtiger Verkehrsweg über Neu- nach Alt-Hohenschönhausen ist, von der Ahrensfelder Chaussee abzweigend, die Hohenschönhauser Straße.
Im öffentlichen Personennahverkehr wird Falkenberg durch die gleichnamige Endhaltestelle der Straßenbahnlinien M4 und M17 am Westrand des Ortsteils bedient. Zusätzlich durchquert die Buslinie 197 vom Prerower Platz zum S-Bahnhof Mahlsdorf den Ortsteil in Ost-West-Richtung.

## Bildung
- Barnim-Gymnasium, Ahrensfelder Chaussee 41